# Iota Virginis
ι Virginis (Iota Virginis, kurz ι Vir) ist ein etwas mehr als 70 Lichtjahre entfernter Stern mit einer scheinbaren visuellen Helligkeit von 4,1 mag.
Der Stern trägt den historischen Eigennamen Syrma („Schleppe“).